# Миньские языки
Ми́ньские языки́ (кит. трад. 閩語, упр. 闽语) — группа языков в составе китайской ветви сино-тибетской семьи языков. Распространены в Китае на большей части провинции Фуцзянь, острова Хайнань и на небольшой части провинции Гуандун, а также на большей части Тайваня.

## Классификация
Число носителей и районы распространения приводятся по «Языковому атласу Китая» (2012).
- Прибрежные (沿海, Coastal)
  - южноминьские языки (около 45 млн.)
    - язык хокло (хоккиен; более 30 млн, в том числе 13 млн. в Фуцзяни, 13,5 млн на Тайване, до 4 млн. в ЮВА)
    - чаошаньский язык (теочу, теочеу, тьёсуа; 14,1 млн; Чаочжоу, Шаньтоу, Цзеян, Шаньвэй)
    - датяньский язык (250 тыс.; Датянь) — смешанный между центральноминьским и хокло

  - восточноминьский язык (хокчиу; 10 млн; Фучжоу, Ниндэ)
  - пусяньский язык (хинхва; 2,5 млн; Путянь, Сянью) — смешанный между восточноминьским и хокло, склоняется к последнему
  - хайнаньский язык (6,8 млн; остров Хайнань) — иногда включается в южноминьские
  - лэйчжоуский язык (4,5 млн; полуостров Лэйчжоу) — иногда включается в южноминьские
- Горные (沿山, Inland)
  - северноминьский язык (2,5 млн; Наньпин и большинство подчинённых ему уездов и городов)
  - центральноминьский язык (700 тыс.; Санмин (городские районы), город Юнъань, уезд Шасянь)
  - идиомы Шаоу-Цзянлэ (850 тыс.; уезды Минси, Цзянлэ, Гуанцзэ, город Шаоу) — группа минь-хакка-ганьских контактных идиомов

В уезде Юси в самом центре Фуцзяни также распространён неклассифицированный смешанный миньский язык, число его носителей не превышает 200 тыс. человек.

Миньские языки согласно Языковому атласу Китая:
идиомы Шаоу-Цзянлэ
Северноминьский
Центральноминьский
Восточноминьский
Пусяньский
Южноминьские языки
Лэйчжоуский
Хайнаньский

| идиомы Шаоу-Цзянлэ Северноминьский Центральноминьский | Восточноминьский Пусяньский Южноминьские языки | Лэйчжоуский Хайнаньский |